# جيلكو كوزميتش
جيلكو كوزميتش هو لاعب كرة قدم صربي في مركز حراسة المرمى، ولد في 2 نوفمبر 1984 في أراندجيلوفاتس في صربيا. لعب مع فيليز موستار وملادوست بودغوريتسا ونادي دوبوسيكا ونادي سانت جورج.

## وصلات خارجية
- جيلكو كوزميتش على موقع قاعدة بيانات كرة القدم.إي يو (الإنجليزية)
- جيلكو كوزميتش على موقع Soccerway.com (الإنجليزية)
- جيلكو كوزميتش على موقع عالم كرة القدم.نت (الإنجليزية)